# Ère Tenchō

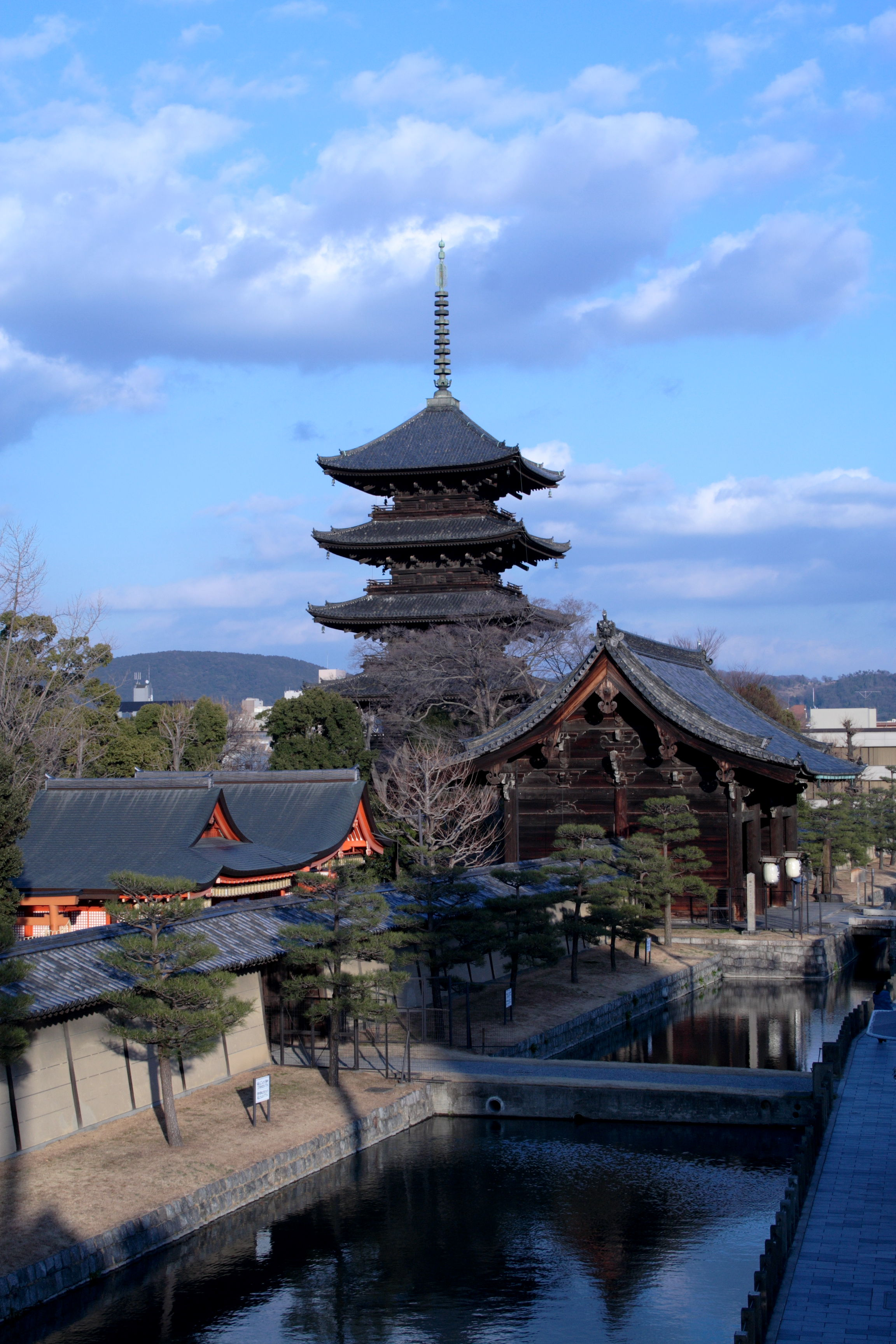
Templo Tō-ji

L'ère Tenchō (天長) est une des ères du Japon (年号,, nengō,, lit. « nom de l'année ») après l'ère Kōnin et avant l'ère Jōwa. Cette ère couvre la période allant du mois de janvier 824 jusqu'au mois de janvier 834. Les empereurs régnant sont Junna (淳和天皇) et Ninmyō (仁明天皇).

## Changement d'ère
- 6 février 824 Tenchō gannen (天長元年?) : Le nom de la nouvelle ère est créé pour marquer un événement ou une série d'événements. L'ère précédente se termine là où commence la nouvelle, en Kōnin 15, le 5e jour du 1er mois de 824[3].

## Événement de l'ère Tenchō
- 824 (Tenchō 1) : Cet été est complètement sec et des prières pour qu'il pleuve ont été faites par le prêtre bouddhiste Kūkai qui est également connu sous son nom posthume, Kōbō-Daishi. Ces prières semblent avoir été exaucées quand il a commencé à pleuvoir quelque temps plus tard[4].
- 824 (Tenchō 1, 7e mois) : L'ancien empereur Heizei meurt à l'âge de 51 ans[4].
- 825 (Tenchō 2, 11e mois) : L'ancien empereur Saga célèbre son 40e anniversaire[5].
- 826 (Tenchō 3, 11e mois) : Kōbō-Daishi conseille à l'empereur de construire une pagode près de To-ji à Kyoto[6].

| Tenchō    | 1er | 2e  | 3e  | 4e  | 5e  | 6e  | 7e  | 8e  | 9e  | 10e | 11e |
| Grégorien | 824 | 825 | 826 | 827 | 828 | 829 | 830 | 831 | 832 | 833 | 834 |